# A magyar labdarúgó-válogatott 2021. szeptember 8-i mérkőzése
A magyar labdarúgó-válogatott  hatodik 2022-es labdarúgó-világbajnokság-selejtező mérkőzését Andorra ellen játszotta 2021. szeptember 8-án. Ez volt a magyar labdarúgó-válogatott 962. mérkőzése.

## Helyszín
A találkozó a Budapest-i Puskás Arénaban kerül megrendezésre.

## Keretek
| K  | Bogdán Ádám         | 21 | 0  | Ferencváros          |
| K  | Dibusz Dénes        | 16 | 0  | Ferencváros          |
| V  | Bolla Bendegúz      | 3  | 0  | Grasshopper          |
| V  | Fiola Attila        | 40 | 2  | MOL Fehérvár         |
| V  | Kecskés Ákos        | 3  | 0  | Nyizsnyij Novgorod   |
| V  | Lang Ádám           | 40 | 1  | Omónia               |
| V  | Szalai Attila       | 18 | 0  | Fenerbahçe           |
| V  | Tamás Márk          | 0  | 0  | Śląsk Wrocław        |
| V  | Botka Endre         | 14 | 0  | Ferencváros          |
| KP | Cseri Tamás         | 4  | 0  | Mezőkövesd           |
| KP | Gazdag Dániel       | 8  | 1  | Philadelphia Union   |
| KP | Kleinheisler László | 39 | 3  | NK Osijek            |
| KP | Nagy Ádám           | 52 | 1  | AC Pisa              |
| KP | Schäfer András      | 10 | 2  | DAC                  |
| KP | Szoboszlai Dominik  | 14 | 3  | RB Leipzig           |
| CS | Nikolics Nemanja    | 49 | 20 | MOL Fehérvár         |
| CS | Sallai Roland       | 27 | 4  | Freiburg             |
| CS | Sallói Dániel       | 6  | 1  | Sporting Kansas City |
| CS | Schön Szabolcs      | 3  | 0  | Dallas               |
| CS | Varga Roland        | 24 | 3  | Al-Ittihad           |
| CS | Szalai Ádám         | 75 | 24 | Mainz                |

| K  | Josep Gómes        | 76  | 0  | Inter Club d’Escaldes   |
| K  | Iker Álvarez       | 2   | 0  | Villarreal B            |
| K  | Xisco Pires        | 2   | 0  | Manchego                |
| V  | Ildefons Lima      | 131 | 11 | Inter Club d’Escaldes   |
| V  | Moisés San Nicolás | 62  | 0  | Atlètic Club d'Escaldes |
| V  | Emili García       | 56  | 0  | Inter Club d’Escaldes   |
| V  | Marc García        | 50  | 0  | Montañesa               |
| V  | Max Llovera        | 44  | 0  | Granollers              |
| V  | Txus Rubio         | 30  | 0  | Inter Club d’Escaldes   |
| V  | Joan Cervós        | 28  | 0  | Castelldefels           |
| V  | Christian García   | 4   | 0  | Tarazona                |
| KP | Márcio Vieira      | 106 | 0  | Atlético Monzón         |
| KP | Marc Vales         | 75  | 4  | Sandefjord              |
| KP | Cristian Martínez  | 73  | 5  | FC Santa Coloma         |
| KP | Sergi Moreno       | 73  | 0  | Inter d'Escaldes        |
| KP | Jordi Rubio        | 53  | 0  | Inter d'Escaldes        |
| KP | Marc Rebés         | 42  | 3  | Stade Beaucairois       |
| KP | Ludovic Clemente   | 42  | 0  | Inter d'Escaldes        |
| KP | Xavier Vieira      | 4   | 0  | Atlètic d'Escaldes      |
| CS | Alexandre Martínez | 36  | 1  | Atlètic d'Escaldes      |
| CS | Aarón Sánchez      | 25  | 0  | Atlètic d'Escaldes      |
| CS | Ricard Fernández   | 16  | 0  | Formentera              |
| CS | Víctor Bernat      | 7   | 0  | Santa Coloma            |

## Örökmérleg a mérkőzés előtt
| Sorszám | Időpont             | Helyszín                          | Eredmény  | Kiírás              |
| ------- | ------------------- | --------------------------------- | --------- | ------------------- |
| 1/871   | 2012. szeptember 7. | Andorra la Vella, Estadi Nacional | 5–0 (2–0) | vb-selejtező (2014) |
| 2/884   | 2013. október 15.   | Budapest, Puskás Ferenc Stadion   | 2–0 (0–0) | vb-selejtező (2014) |
| 3/913   | 2016. november 13.  | Budapest, Groupama Aréna          | 4–0 (2–0) | vb-selejtező (2018) |
| 4/917   | 2017. június 9.     | Andorra la Vella, Estadi Nacional | 0–1 (0–1) | vb-selejtező (2018) |
| 5/954   | 2021. március 31.   | Andorra la Vella, Estadi Nacional | 4–1 (1–0) | vb-selejtező        |

| M | Gy | D | V | G+ | G– | Gk  | %    |
| - | -- | - | - | -- | -- | --- | ---- |
| 5 | 4  | 0 | 1 | 15 | 2  | +13 | 80,0 |

Források: , 

## A mérkőzés
| 2021. szeptember 8. 20:45 |

| Magyarország                      | 2–1               | Andorra     |
| --------------------------------- | ----------------- | ----------- |
| Szalai Á. 9' (11-esből) Botka 18' | (2–0) Jegyzőkönyv | 82' Llovera |

| Puskás Aréna, Budapest Nézőszám: 46 240 (NSO szerint:50 000) Játékvezető: Rade Obrenović (szlovén) |

### Az összeállítások
| Magyarország | Andorra |

| K                        | 12 | Dibusz       |       |       |
| V                        | 5  | Fiola        |       |       |
| V                        | 21 | Botka        |       | 90+1' |
| V                        | 2  | Lang         |       |       |
| V                        | 4  | Szalai       |       |       |
| KP                       | 15 | Kleinheisler |       | 46'   |
| CS                       | 20 | Sallai       | 12'   | 46'   |
| KP                       | 8  | Nagy         |       | 65'   |
| KP                       | 13 | Schäfer      |       |       |
| CS                       | 9  | Szalai Á.    | 89'   |       |
| KP                       | 11 | Schön        |       | 74'   |
| Cserék:                  |    |              |       |       |
| CS                       | 7  | Sallói       |       | 46'   |
| CS                       | 10 | Szoboszlai   |       | 46'   |
| KP                       | 16 | Gazdag       |       | 65'   |
| CS                       | 23 | Nikolics     |       | 74'   |
| V                        | 18 | Tamás        | 90+3' | 90+1' |
| Fel nem használt cserék: |    |              |       |       |
| K                        | 22 | Bogdán       |       |       |
| V                        | 3  | Kecskés Ákos |       |       |
| V                        | 14 | Bolla        |       |       |
| KP                       | 6  | Cseri        |       |       |
| CS                       | 17 | Varga        |       |       |
| CS                       | 19 | Hahn         |       |       |
| Vezetőedző:              |    |              |       |       |
| Rossi                    |    |              |       |       |

| K                        | 12 | Álvarez     |     |     |
| V                        | 5  | García E.   | 8'  |     |
| V                        | 21 | García M.   |     |     |
| V                        | 15 | San Nicolás | 63' |     |
| V                        | 20 | Llovera     |     |     |
| KP                       | 17 | Cervós      |     | 76' |
| V                        | 3  | Alavedra    | 87' |     |
| CS                       | 7  | Pujol       |     | 80' |
| KP                       | 14 | Aláez       |     |     |
| CS                       | 8  | Vieira M.   | 38' | 76' |
| CS                       | 19 | Cucu        |     | 80' |
| Cserék:                  |    |             |     |     |
| CS                       | 16 | Martínez A. |     | 76' |
| KP                       | 2  | Martínez C. |     | 76' |
| V                        | 6  | Lima        |     | 80' |
| CS                       | 22 | Bernat      |     | 80' |
| Fel nem használt cserék: |    |             |     |     |
| K                        | 1  | Gómes       |     |     |
| K                        | 13 | Xisco       |     |     |
| KP                       | 4  | Vieira X.   |     |     |
| KP                       | 10 | Clemente    |     |     |
| KP                       | 11 | Moreno      |     |     |
| KP                       | 23 | Rubio       |     |     |
| CS                       | 9  | Sánchez     |     |     |
| Vezetőedző:              |    |             |     |     |
| Koldo                    |    |             |     |     |

| Negyedik játékvezető: Slavko Vinčić (szlovén) Asszisztensek: Jure Praprotnik (szlovén) Grega Kordež (szlovén) |

A mérkőzés statisztikái
| Magyarország |                      | Andorra |
| ------------ | -------------------- | ------- |
| 75 (%)       | Labdabirtoklás       | 25 (%)  |
| 2            | Gól                  | 1       |
| 3            | Sárga lap            | 4       |
| 0            | Piros lap            | 0       |
| 8            | Szöglet              | 0       |
| 3            | Les                  | 1       |
| 14           | Lövés                | 5       |
| 6            | Kaput eltalált lövés | 2       |
| 1            | Blokkolt lövés       | 1       |
| 706          | Passz                | 157     |
| 631          | Sikeres passz        | 96      |
| 89 (%)       | Passz hatékonyság    | 61 (%)  |
| 8            | Szabálytalanságok    | 19      |